# Decreto Bersani bis
Il decreto Bersani bis, ufficialmente decreto legge 31 gennaio 2007, n. 7, convertito poi dalla legge 2 aprile 2007, n. 40, è una legge della Repubblica Italiana, seconda parte del cosiddetto "pacchetto liberalizzazioni" proposto dal ministro dello Sviluppo Economico Pier Luigi Bersani durante il governo Prodi II, ai fini dell'apertura dei mercati a beneficio e tutela del consumatore.
Segue il decreto Bersani-Visco approvato l'anno precedente.

## Effetti

### Eliminazione delle penali per estinzione anticipata dei mutui
Ai sensi della normativa, non possono essere stipulate clausole che prevedano penali, commissioni, né altre prestazioni per il caso di estinzione anticipata, o di rimborso parziale anticipato, dei mutui stipulati (o accollati a seguito di frazionamento) per le seguenti finalità: l'acquisto o la ristrutturazione di unità immobiliari adibite ad abitazione ovvero allo svolgimento della propria attività economica o professionale da parte di persone fisiche.

### Surroga dei mutui a costo zero
Il Decreto Bersani permette di trasferire il proprio mutuo da un istituto di credito a un altro senza alcun costo aggiuntivo; tale istituto subentra in seguito alla richiesta del mutuatario all istituto bancario iniziale variando le garanzie e gli accordi presi con il precedente se ritenuti svantaggiosi rispetto al prodotto dell'istituto bancario che subentra e alla situazione economico/finanziaria dello stato attuale. Puo anche essere ereditato senza modifiche di accordo e di garanzia nell'acquisto di un altro immobile variandone l importo del valore dell'immobile stesso e rimodulando il piano di ammortamento.A fare fronte alle esigenze di trasferimento dei soggetti mutuatari che per vari motivi di lavoro e/o familiari devono spostarsi altrove.

### Abolizione dei costi fissi di ricarica per i cellulari
Al capo 1, art. 1 il decreto prevede l'abolizione dei costi di ricarica del credito di carte prepagate come le sim card dei cellulari e vieta l'introduzione di una scadenza del traffico o del servizio.
Questo provvedimento è scaturito dal successo della petizione lanciata in rete dall'ischitano Andrea D'Ambra, che con 800.000 firme inviate alla Commissione Europea ha obbligato le Authority ad aprire un'indagine. Nonostante questa disposizione, oggi la disciplina in vigore prevista dall'Autorità per le Garanzie nelle Comunicazioni permette ai gestori di telefonia mobile di far "scadere" le sim card non ricaricate da un certo numero di mesi, ma prevede la possibilità di riattivare entro un certo termine il numero di telefono e/o di recuperare il credito residuo presente sulla sim card scaduta.

### Recesso anticipato
Salta l'obbligo per gli utenti di restare fedeli agli operatori di telefonia e di reti televisive e di comunicazione elettronica, indipendentemente dalla tecnologia utilizzata: i contratti di adesione stipulati con tali operatori devono prevedere la facoltà del contraente di recedere dal contratto in qualsiasi momento e senza spese o costi sotto forma di penale. Gli operatori non possono, inoltre, imporre un obbligo di preavviso superiore a 30 giorni. Una confusa terminologia normativa nel testo del provvedimento sembra far valere il recesso previsto dal decreto Bersani solo per i consumatori, ossia non per le aziende. Tuttavia, AGCOM ha pubblicato nel giugno 2007 proprie linee guida per la corretta applicazione delle disposizioni in commento (http://www.agcom.it/default.aspx?DocID=387), nelle quali ha chiarito, tra l'altro, che il diritto di recesso con preavviso non superiore a 30 giorni (in qualsiasi momento e senza applicazione di penali, salvi i costi giustificati) imposto dalla Bersani nei contratti per adesione deve essere rispettato dagli operatori anche con riguardo ai clienti business (di fatto avvalendosi del potere di estendere le tutele normative dei consumatori ad altre categorie di clienti, attribuito all'AGCOM dall'art. 70 comma 2 del D.lgs. 259/03 e s.m.i.)

### Trasparenza delle tariffe aeree
Le offerte e i messaggi pubblicitari di voli aerei devono indicare il prezzo finale (cioè comprese spese, tasse e altri oneri aggiuntivi) e devono indicare se sono riferiti a una singola tratta di andata e ritorno, a un numero limitato di titoli di viaggio o a periodi di tempo delimitati o a modalità di prenotazione.

### RC auto
In materia di RC Auto, il decreto permette di assicurare un mezzo nuovo o usato con la classe di merito di un altro veicolo posseduto da un membro dello stesso nucleo familiare. In pratica, l'assicurato può ereditare la classe di merito di un altro familiare che sia nello stesso stato di famiglia.
La legge può essere invocata in qualsiasi momento, a patto che nell'attestato di rischio non siano registrati incidenti da almeno 5 anni.
Il successivo "Decreto famiglia" ha istituito la RCA familiare che permette di ereditare la classe di merito anche al di fuori della immatricolazione di un nuovo veicolo nel nucleo familiare.

## Critiche
Critiche sono state rivolte ad alcuni punti del decreto Bersani, specialmente riguardo "l'abolizione dei costi di ricarica". Operazione che sarebbe stata applicata da lì a poco da parte dell'Authority, la quale aveva terminato un'indagine sul caso ed era pronta a prendere provvedimenti. Difatti, i promotori dell'iniziativa contro i costi di ricarica ritengono che la decisione di Bersani di mettere l'eliminazione dei costi di ricarica nel decreto fosse solo una strumentalizzazione politica. Questo comportamento ha causato un intervento dell'UE, che si è lamentata del comportamento di Bersani: con l'approvazione di una legge su una materia che di fatto è di competenza dell'Authority, egli si è infatti posto in conflitto con quest'ultima. Come se non bastasse, subito dopo l'entrata in vigore del provvedimento, gli operatori telefonici, per compensare le mancate entrate dei costi delle ricariche, hanno ritoccato le tariffe dei piani telefonici più convenienti, anche quelle già operative e quindi non passibili di variazioni, aumentandone i costi, fra le proteste (inascoltate) dei clienti. In seguito sono state nuovamente proposte da alcuni gestori tariffe al minuto più convenienti, ma con l'aumento del costo dello scatto alla risposta.
Negli anni a seguire anche l'efficacia della riforma sull'RCA è stata attenuata, con buona parte delle compagnie assicurative che hanno iniziato a distinguere tra una classe di merito ereditata ed una non ereditata attraverso l'attestato di rischio, con notevole differenza tra i due premi.